# كاكورتوك
كاكورتوك (بالجرينلاندية: Qaqortoq)، مدينة تتبع بلدية كوياليك في جنوب جرينلاند التابعة لمملكة الدنمارك. يبلغ عدد سكانها 3,229 نسمة عام 2013، وبذلك تعد أكبر مدن جنوب جرينلاند سكاناً ورابع أكبر مدن الجزيرة.

## النقل والمواصلات

### نقل جوي

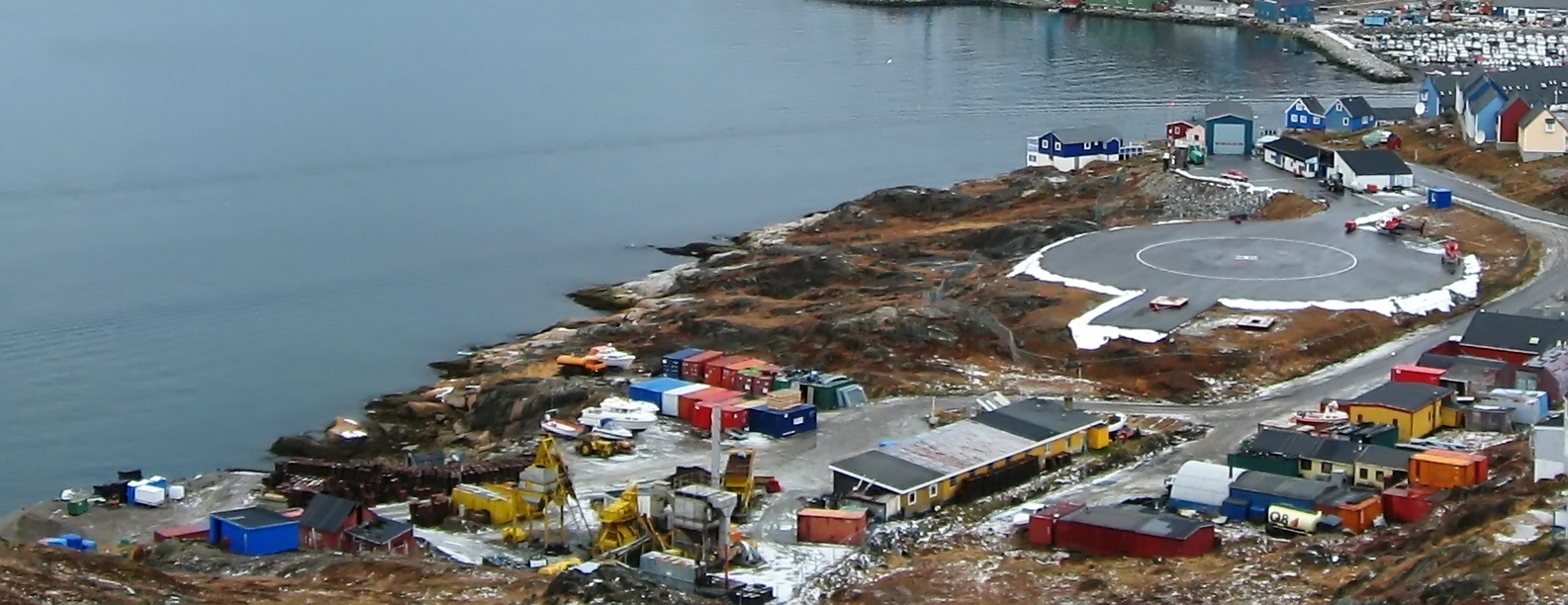
مهبط كاكورتوك عام 2008.

في كاكورتوك مهبط مروحيات يعمل على مدار السنة، ويمكن الوصول من خلاله إلى بقية بلدات جرينلاند وأوروبا عن طريق السفر أولاً إلى مطار نارسارسواك. وقد فكرت الحكومة في إنشاء مطار للطائرات ثابتة الجناحين، وقد نوقشت هذه المسألة من قبل عام 2007، وفيها عارض حزب السيوموت إقامة مدرج للطائرات خوفاً وحفاظاً على البيئة. وعلى النقيض من المناقشات السابقة، ففي الوقت الحاضر يضغط أعضاء نفس الحزب لإقامة مدرج طائرات بطول 1799 متراً (5902 قدم)، مما يُسهل إقامة رحلات إلى أوروبا وأيسلندا وشرق كندا، وذلك بنقل مطار نارسارسواك إلى كاكورتوك مكلفاً 900 مليون كرونة دنماركية، ولكن الحكومة اعترضت على فكرة النقل لأن مطار نارسارسواك يعمل به 140 موظفاً؛ وذلك قد يؤدي إلى غضبهم حال إغلاق المطار.

### نقل بحري
بالمدينة ميناء ترسو فيه العبارة الخاصة بخط أومياك القطبي الشمالي. ويمكن للميناء استقبال سفن بطول يصل إلى 150 متراً.

### نقل بري
كما هي الحال في معظم الأماكن المأهولة بالسكان في جرينلاند، لم يتم توصيل كاكورتوك بأي مكان آخر عبر الطرق البرية. ولكن في المدينة مسارات وممرت للمشي تربط شرق المدينة بغربها. وتعتبر كاسحات الثلوج الاختيار الأفضل خلال فصل الشتاء.

## السكان
بلغ عدد سكان كاكورتوك 3,229 نسمة عام 2013، وهي بذلك أكبر مدن بلدية كوياليك سكاناً. والجدير بالذكر أن مستوى نمو السكان لم يتغير إلا تغيرات طفيفة منذ العام 1995.

## توأمة
ترتبط مدينة كاكورتوك بعلاقات توأمة مع:
- آرهوس، الدنمارك.